# Cijevni pojačavači
Cijevni pojačavač je vrsta elektronskog pojačavača koji koristi vakuum cijevi za pojačanje snage i/ili amplitude signala na ulazu. Cijevni pojačavači snage niske do srednje frekvencije (ispod frekvencije mikrotalasa), bili su u velikoj mjeri zamijenjeni sa pojačavačima od čvrstih elemenata 1960-ih i 1970-ih godina. Cijevni pojačavači se koriste za dizajniranje gitarskih pojačala, satelitskih transpondera kao što su DirectTv i GPS, audiofilskih stereo pojačala, te u vojsci kod radara, kao i kod radio i UHF predajnika veoma velike snage.

## Istorijat

### Porijeklo
Sve do pronalaska tranzistora 1947. godine, svi realni pojačavači su bili napravljeni pomoću termoelektronskih cijevi. Najjednostavniju cijev je izmislio John Ambrose Fleming dok je radio za kompaniju Marconi u Londonu 1904. godine i nazvao ju je dioda jer je imala dvije elektrode. Dioda je provodila struju samo u jednom smjeru i koristila se kao radio-detektor i ispravljač.
Lee De Forest je dodao treću elektrodu i izumio prvi elektronski uređaj za pojačanje – triodu, i nazvao ju je Audion. Ova dodatna kontrola mreže moduliše struju koja protiče između katode i anode. Veza između struje i napona se često predstavlja kao niz „karakterističnih krivih“ na dijagramu. U zavisnosti od ostalih komponenti u kolu, modulisani strujni protok može se iskoristiti da obezbijedi korisni napon ili struja.
Prva primjena cijevnog pojačanja bila je u obnavljanju međugradskih telefonskih signala. Kasnije, ova vrsta pojačanja je prebačena na „wireless“(bežično) tržište koje je počelo u ranim tridesetim. Vrlo brzo poslije toga pojačavači za muziku, a kasnije i za televiziju, bili su napravljeni korišćenjem cijevi.
Veoma dominantna topologija kola u tom periodu je bila jednostrana trioda koja je radila u klasi A i omogućavala dobijanje zvuka sa vrlo dobrim kvalitetom (sa razumnim obimom izobličenja), uprkos krajnje jednostavnim kolima sa vrlo malo komponenata, što je bilo važno u to vrijeme zbog toga što su komponente izrađivane ručno i bile su veoma skupe. Tada su skoro svi cijevni pojačavači bili sa linearnost u potpunosti zavisna od linearnosti same cijevi,obično 5% izobličenja u punu snagu.

### Razvoj
Poslije Drugog svjetskog rata, usljed dramatičnog tehničkog progresa i širenja potrošačkog tržišta, došlo je do sve više naprednih dizajna cijevnih pojačavača na tržištu i to po pristupačnim cijenama. Uvođenje Williamsonovog pojačavača 1947, koji je bio izuzetno napredan u mnogim aspektima uključujući i veoma uspješnu primjenu negativne povratne sprege (NPS), bilo je prekretnica u dizajnu audio pojačavača snage, radio u push-pull izlaznih kola u klasi AB1 i sa svojim performansama nadmašujući svoje savremenike.
Slične topologije sa malim varijacijama (posebno različitih djelitelja faze i ultra-linearnih transformatorskih veza za tetrode) brzo su postale rasprostranjene i ovi tipovi dizajna ostaju dominantna topologija za pojačavače viskokih snaga do dan-danas primjenjivanim u muzici. U ovom periodu takođe je porasla upotreba kod radio predajnika i prijemnika.

### Pad interesovanja
Od 1970. godine počela je da se povećava sve više i više upotreba tranzistora, i automatski proizvodnja cijevi opada, sa izuzetkom CRTs,cijevi sa katodnim zracima. Popularne cijevi niske snage bile su dvostruke triode i EF86 pentoda, dok su cijevi visoke snage snop tetroda i pentoda (EL84, EL34, KT88 / 6550, 6L6), u oba slučaja sa indirektnim zagrijavanjem. Ovaj redukovani skup tipova ostaje glavni metod u današnjoj proizvodnji cijevi.
Sa upotrebom tranzistora, cijevi su se u ovom periodu koristile isključivo u RF predajnicima visoke snage i mikrotalasnim rernama.

### Ponovna aktuelizacija
U audio aplikacijama, cijevi su ostale i dalje veoma poželjne za neke korisnike, kako na tržištu za kućnu upotrebu tako i na tržištu za gitarske pojačavače. Među stereo entuzijastima, postoji grupa koja se zalaže za upotrebu cijevnih pojačavača zato što oni proizvode „topliji“, prirodniji zvuk.
Na tržištu gitarskih pojačavača, neki proizvođači su nastavili da koriste cijevne pojačavače i danas, u folku, bluzu, roku, kao i u metalu, gdje se cijevni pojačavači koriste za veću distorziju. Audio inžinjeri sugerišu da su subjektivno prijatni aspekti cijevnih pojačavača možda posljedica nelinearnog overdrajva (ovedrive) koji proizvode cijevi.
Cijevni pojačavači reaguju drugačije od tranzistorskih pojačavača kada nivo signala dođe do tačke presjecanja. U cijevnim pojačavačima prelaz iz linearnog pojačanja u ograničeno je manje nagao nego što je kod onih sastavljenih od čvrstih elemenata, što rezultuje manje rešetkastim oblikom distorzije od početka presjecanja. Zbog ovoga, neki gitaristi preferiraju zvuk tkz all-tube pojačavača; estetska svojstva cijevnih naspram tranzistorskih pojačavača su tema rasprava u zajednici gitarista.

## Karakteristike
Cijevi su uređaji visokog napona i niskih struja za razliku od tranzistora. Mogućnost za rad na visokim naponima pravi ih pogodnim za radio predajnike, gdje se i danas upotrebljavaju naročito u radio predajnicima visokih snaga, gdje još uvijek ne postoji drugi vid tehnologije. Međutim, za većinu aplikacija koje zahtjevaju veliku izlaznu struju, potreban je odgovarajući transformator. Transformator je ključna komponenta i snažno utiče na performanse i cijenu pojačavača.
Mnogo cijevi snage u sklopu imaju dobru linearnost ali skromnu transkonduktansu. Signali pojačavača koji koriste cijevi su u stanju da rade na veoma visokim frekvencijskim opsezima, čak do radio frekfencija. Zaista, mnogi audio pojačavači koji sadrže jednostrane triode sa direktnim grijanjem, u stvari su radio predajne cijevi dizajnirane za rad u opsegu megaherca(MHz). U praksi cijevni pojačavači dizajniraju se tako što pomoću kapacitivnosti ograničavaju donji bočni opseg,ili pomoću induktiviteta sa transformatora, ograničavaju gornji bočni opseg.

#### Prednosti
- Veoma linearni(naročito triode) – što omogućava da se koriste u nisko izobličenim linearnim kolima sa malo ili bez negativne povratne sprege.
- Po prirodi cijevi su pogodne za kola visokog napona.
- Mogu biti konstruisane tako da mogu da disipiraju velike količine toplote, zbog čega su jedina održiva tehnologija za primjenu u kolima veoma visokih napona kao što su radio i TV predajnici, iako su ih tranzistori zamijenili u većini ostalih aplikacija.
- Veoma mali drift (po specifikacijama) naspram veoma širokom opsegu radnih uslova, naročito velika snaga i toplota. Poluprovodnici su veoma osjetljivi po odnosu toplote, forsirajući kompromise u dizajnu tranzistorskih pojačavača.
- U električnom smislu su vrlo robustni, mogu tolerisati opterećenja i do nekoliko minuta koja bi za nekoliko milisekundi uništila sistem sa bipolarnim tranzistorima.
- Pristupačne su za testiranje ili zamjenu – mnogo teže je promijeniti pokvaren tranzistor.
- Mekše presjecanje vrhova kada dođe do preopterećenja kola, zato mnogo muzičara smatra da daju prijatniji zvuk.

#### Nedostaci
- Katode zahtjevaju snabdijevanje toplotom, a anode visokim naponom.
- Cijevni pojačivači su značajno veći od njihovih tranzistorskih ekvivalenata.
- Cijevi imaju kraći rok trajanja nego komponentne napravljene od čvrstog materijala zbog različitih nedostataka mehanizma (kao što su grijanje, lomljivost, unutrašnji kratki spojevi).
- Dostupne su samo u jediničnom polaritetu, dok su tranzistori dostupni u komplementarnom polaritetu (na primjer NPN/PNP) i omogućavaju izradu mnogih konfiguracija kola koje nije moguće realizovati sa cijevima.
- Moraju izbjegavati buku AC grijača.
- Ponekad su osjetljive na zvuk ili vibracije.

## Rad
Sva pojačavačka kola klasifikuju se po klasi prema načinu rada,kao klasa A, klasa B, klasa AB, klasa C (koje se koriste za dizajniranje analognih kola), zatim klasa D i E kao prekidački sklopovi, i tako dalje.
- Rešetka (gdje je ulazni signal predstavljen) treba da bude prilagođena tako da je uglavnom negativna u odnosu na katodu. Ovo veoma otežava povezivanje par izlaza sa jedne cijevi na ulaz sljedećih cijevi kao što se normalno radi kod tranzistora.
- Faze cijevi moraju biti uparene pomoću neke komponente (najčešće kondenzatora, ponekad spregnutih transformatora) koje su u stanju da totalno blokiraju i izdrže nekoliko stotina volti. Ove promjene u fazi mogu da postanu problematične u spregnutim kolima.
- Ne postoje cijevi analogne komplementarnim uređajima, koji imaju široku primjenu u “totem pole” izlaznom stepenu kola. Push-pull topologije sa cijevima obično zahtjevaju transformator.
- Veoma velike izlazne impedanse kod cijevnih (naspram tranzistorskih) pojačavača obično zahtjevaju upotrebu spregnutih transformatora da bi se dobila niska impedansa opterećenja. Transformator se koristi kao opterećenje, impedansa primara transformatora na upotrebnoj frekfenciji je vrlo veća nego otpora namotaja jednosmjerne struje, najčešće u kiloomima. Transformatori visokih performansi zahtjevaju ozbiljne kompromise u inžinjeringu, a njihov rad je daleko od idealnog. Transformatori znatno povećavaju cijenu kola sa cijevnim pojačivačima naspram alternative sa tranzistorima.

### Topologije
- Linerna kola za male signale skoro uvijek koriste topologiju – triodu u jednosmjernom pojačanju faze (u klasi A), uključujući izlaznu fazu.
- Širokopojasni cijevni pojačavači obično koriste klase A1 ili AB1.
- Moderne visoko izlazne snage faze su obično push-pull, često zahtjevaju neku vrstu faznog djelitelja da bi se dobio diferencijalan/uravnotežen drajv signal iz jednosmjernog na ulazu, obično proslijeđen sa faznog pojačanja prije izlaza na cijevi (na primjer SRPP – serijski regulisani push-pull pojačavač).
- Pojačavači snage koji dominiraju u radio predajnicima koriste veoma velike cijevi.
- Složenije topologije (naročito korišćenje aktivnog opterećenja) mogu da poboljšaju linearnost i frekventni odziv (otklanjanjem Milerovog efekta kapacitivnosti).

### Izlazna impedansa
Velika izlazna impedansa kola sa cijevima nije dobro uparena sa opterećenjem niske impedanse, kao što su zvučnici ili antene.

## Primjena

### Audio frekfencije(AF) i širokopojasni pojačavači
Cijevi su ostale u širokoj primjeni kod gitarskih i skupih audio pojačala s obzirom na kvalitet zvuka koji daju, a koji subjektivno preferiraju neki korisnici. One su u velikoj mjeri zastarjele za većinu drugih primjena, uglavnom zbog prednosti tranzistora u odnosu na cijenu i efikasnost, kao i zbog manje težine i niže toplote tranzistorskih pojačala.

#### Telefonija
Telefonija je bila originalna, i mnogo godina vodeća aplikacija za audio pojačanje. Specifičan problem za telekomunikacionu industriju je bila tehnika multipleksiranja mnogo (i do hiljadu) govornih linija na jedan kabl, na razlitičim frekvencijama.
Prednost ovoga je to što jedan cijevni pojačavač pojačava mnoge pozive odjednom,što je vrlo isplativo. Problem je to što pojačavači moraju biti izuzetno linearni, inače će intermodulacijska distorzija (IMD) rezultovati preklapanjem između multipleksiranih kanala. Ovo stimuliše razvoj u pravcu niske distorzije daleko iznad nominalne potrebe jednog govornog kanala.

#### Audio
Danas je osnovna primjena cijevi u audio pojačavačima sa visokim hi-fi i muzičkim performansama, koje se koriste za pojačala električne i bas gitare, iako imaju različite zahtjeve u pogledu izobličenja koji se javljaju pri različitim kompromisima u dizajnu, iako se iste osnovne tehnike dizajna generišu i široko upotrebljavaju na sve širokopojasne pojačavače, ne samo na audio.
Posljedna generacija cijevi snage predstavljene su sa KT66, EL34 i KT88, na mnpogo načina predstavljaju vrhunac tehnologije i kvaliteta proizvodnje. Cijevni pojačavači se od tada dizajniraju od ovih cijevi, sa izuzetakom KT66, tako da njihova primjena u proizvodnji traje do danas.

##### EL34 vakuumska cijev
EL 34 ima napon grijanja od 6.3V. U saglasnosti sa starim referentnim priručnicima vakuumske cijevi, par EL34 sa 800V napona mogu da daju 90 vati na izlazu dvotaktne konfiguracije klase AB1. Međutim, ova konfiguracija se rijetko može naći. Češće se može naći konfiguracija sa dva EL34 u klasi AB1 sa naponom od 375-450V i izlaznom snagom od 50 vati.
EL34 je pentoda, koju je 1953. predstavila kompanija Phillips, a koju sad proizvodi kompanija JJ Electronic. Neke kompanije su proizvele sličnu cijev tkz EL34L koja zahtjeva veći napon mreže, ali koja se može zamijeniti u nekim konfiguracijama.
EL34 je imala široku primjenu u audio pojačivačima visokih snaga 1960-ih i 1970-ih godina, kao što je veoma popularni Dynaco Stereo 70 i Leak Stereo 60, kao i široku primjenu kod gitarskih pojačala zato što se odlikuju visokom distorzijom (koja je poželjna u ovom slučaju) na nižim snagama. EL34 se može naći u mnogim britanskim pojačalima.

##### KT88
KT88 je vakuumska cijev dizajnirana za proizvodnju velike izlazne snage (kinkless tetrode – KT), koristi se kod audio pojačala. Predstavlja jednu od najvećih u svojoj klasi i može podnjeti veoma visoke napone – i do 800 V. Par ovakvih u klasi AB1 na izlazu daju snagu i do 100 vata sa 2,5% izobličenja harmonika.

## Spoljašnje veze
- - Valve amplifier
- - Audio valve amplifier
- [мртва веза] - EL34 tubes
- - Tube Power Amplifier
- - Different kinds EL34 tubes
- Архивирано на веб-сајту  (25. новембар 2009) - "Music Angel" Tube Power Amplifier